# Benjamin De Ceulaer
Benjamin De Ceulaer, né le 19 décembre 1983 à Genk en Belgique, est un footballeur international belge qui joue aux postes d'avant-centre, d'ailier ou de milieu offensif.
Retraité depuis 2018, il a été appelé en équipe nationale à quatre reprises en 2012 mais n'est jamais monté au jeu.

## Statistiques

### En club
| Saison                | Club                   | Championnat           | Championnat | Championnat | Championnat | Coupe(s) nationale(s) | Coupe(s) nationale(s) | Coupe(s) nationale(s) | Supercoupe | Supercoupe | Supercoupe | Compétition(s) continentale(s) | Compétition(s) continentale(s) | Compétition(s) continentale(s) | Compétition(s) continentale(s) | Autres compétitions | Autres compétitions | Autres compétitions | Autres compétitions | Belgique | Belgique | Belgique | Total | Total | Total |
| Saison                | Club                   | Division              | M.          | B.          | P.d.        | M.                    | B.                    | P.d.                  | M.         | B.         | P.d.       | Comp.                          | M.                             | B.                             | P.d.                           | Comp.               | M.                  | B.                  | P.d.                | M.       | B.       | P.d.     | M.    | B.    | P.d.  |
| 2000-2001             | KS Kermt-Hasselt       | Division 3B           | 4           | 0           | -           | -                     | -                     | -                     | -          | -          | -          | -                              | -                              | -                              | -                              | -                   | -                   | -                   | -                   | -        | -        | -        | 4     | 0     | 0     |
| 2001-2002             | KS Kermt-Hasselt       | Division 3B           | 25          | 3           | -           | 2                     | 0                     | -                     | -          | -          | -          | -                              | -                              | -                              | -                              | -                   | -                   | -                   | -                   | -        | -        | -        | 27    | 3     | 0     |
| Sous-total            | Sous-total             | Sous-total            | 29          | 3           | -           | 2                     | 0                     | -                     | -          | -          | -          | -                              | -                              | -                              | -                              | -                   | -                   | -                   | -                   | -        | -        | -        | 31    | 3     | 0     |
| 2002-2003             | Saint-Trond VV         | Division 1            | 14          | 0           | 0           | 2                     | 0                     | 0                     | -          | -          | -          | -                              | -                              | -                              | -                              | -                   | -                   | -                   | -                   | -        | -        | -        | 16    | 0     | 0     |
| 2003-2004             | Saint-Trond VV         | Division 1            | 22          | 1           | 3           | 1                     | 0                     | 0                     | -          | -          | -          | CI                             | 1                              | 0                              | 0                              | -                   | -                   | -                   | -                   | -        | -        | -        | 24    | 1     | 3     |
| 2004-2005             | Saint-Trond VV         | Division 1            | 32          | 4           | 4           | 2                     | 2                     | 0                     | -          | -          | -          | -                              | -                              | -                              | -                              | -                   | -                   | -                   | -                   | -        | -        | -        | 34    | 6     | 4     |
| Sous-total            | Sous-total             | Sous-total            | 68          | 5           | 7           | 5                     | 2                     | 0                     | -          | -          | -          | -                              | 1                              | 0                              | 0                              | -                   | -                   | -                   | -                   | -        | -        | -        | 74    | 7     | 7     |
| 2005-2006             | RKC Waalwijk (prêt)    | Eredivisie            | 25          | 7           | 2           | -                     | -                     | -                     | -          | -          | -          | -                              | -                              | -                              | -                              | -                   | -                   | -                   | -                   | -        | -        | -        | 25    | 7     | 2     |
| 2006-2007             | Feyenoord Rotterdam    | Eredivisie            | 2           | 0           | 0           | -                     | -                     | -                     | -          | -          | -          | -                              | -                              | -                              | -                              | -                   | -                   | -                   | -                   | -        | -        | -        | 2     | 0     | 0     |
| Sous-total            | Sous-total             | Sous-total            | 27          | 7           | 2           | -                     | -                     | -                     | -          | -          | -          | -                              | -                              | -                              | -                              | -                   | -                   | -                   | -                   | -        | -        | -        | 27    | 7     | 2     |
| 2006-2007             | RKC Waalwijk           | Eredivisie            | 7           | 0           | 0           | -                     | -                     | -                     | -          | -          | -          | -                              | -                              | -                              | -                              | PO                  | 6                   | 2                   | 0                   | -        | -        | -        | 13    | 2     | 0     |
| 2007-2008             | RKC Waalwijk           | Eerste Divisie        | 29          | 4           | 8           | -                     | -                     | -                     | -          | -          | -          | -                              | -                              | -                              | -                              | PO                  | 5                   | 0                   | 0                   | -        | -        | -        | 34    | 4     | 8     |
| 2008-2009             | RKC Waalwijk           | Eerste Divisie        | 28          | 4           | 8           | 2                     | 0                     | 1                     | -          | -          | -          | -                              | -                              | -                              | -                              | PO                  | 4                   | 1                   | 0                   | -        | -        | -        | 34    | 5     | 9     |
| 2009-2010             | RKC Waalwijk           | Eredivisie            | 24          | 4           | 2           | 1                     | 0                     | 0                     | -          | -          | -          | -                              | -                              | -                              | -                              | -                   | -                   | -                   | -                   | -        | -        | -        | 25    | 4     | 2     |
| Sous-total            | Sous-total             | Sous-total            | 88          | 12          | 18          | 3                     | 0                     | 1                     | -          | -          | -          | -                              | -                              | -                              | -                              | -                   | 15                  | 3                   | 0                   | -        | -        | -        | 106   | 15    | 19    |
| 2010-2011             | KSC Lokeren            | Division 1            | 27          | 9           | 7           | 2                     | 1                     | 0                     | -          | -          | -          | -                              | -                              | -                              | -                              | PO1                 | 10                  | 2                   | 2                   | -        | -        | -        | 39    | 12    | 9     |
| 2011-2012             | KSC Lokeren            | Division 1            | 25          | 11          | 3           | 6                     | 1                     | 4                     | -          | -          | -          | -                              | -                              | -                              | -                              | PO2                 | 5                   | 1                   | 0                   | 0        | 0        | 0        | 36    | 13    | 7     |
| 2012-2013             | KSC Lokeren            | Division 1            | 5           | 3           | 2           | -                     | -                     | -                     | 1          | 0          | 1          | C3                             | 2                              | 0                              | 0                              | PO1                 | -                   | -                   | -                   | 0        | 0        | 0        | 8     | 3     | 3     |
| Sous-total            | Sous-total             | Sous-total            | 57          | 23          | 12          | 8                     | 2                     | 4                     | 1          | 0          | 1          | -                              | 2                              | 0                              | 0                              | -                   | 15                  | 3                   | 2                   | 0        | 0        | 0        | 83    | 28    | 19    |
| 2012-2013             | KRC Genk               | Division 1            | 19          | 5           | 4           | 4                     | 2                     | 1                     | -          | -          | -          | C3                             | 6                              | 3                              | 1                              | PO1                 | 7                   | 1                   | 2                   | -        | -        | -        | 36    | 11    | 8     |
| 2013-2014             | KRC Genk               | Division 1            | 21          | 1           | 1           | -                     | -                     | -                     | 1          | 0          | 0          | C3                             | 8                              | 1                              | 2                              | PO1                 | 2                   | 0                   | 0                   | -        | -        | -        | 32    | 2     | 3     |
| 2014-2015             | KRC Genk               | Division 1            | 13          | 2           | 1           | -                     | -                     | -                     | -          | -          | -          | -                              | -                              | -                              | -                              | PO2                 | 6                   | 2                   | 1                   | -        | -        | -        | 19    | 4     | 2     |
| Sous-total            | Sous-total             | Sous-total            | 53          | 8           | 6           | 4                     | 2                     | 1                     | 1          | 0          | 0          | -                              | 14                             | 4                              | 3                              | -                   | 15                  | 3                   | 3                   | -        | -        | -        | 87    | 17    | 13    |
| 2015-2016             | KVC Westerlo           | Division 1            | 23          | 5           | 6           | 2                     | 0                     | 0                     | -          | -          | -          | -                              | -                              | -                              | -                              | -                   | -                   | -                   | -                   | -        | -        | -        | 25    | 5     | 6     |
| 2016-2017             | KVC Westerlo           | Division 1A           | 12          | 2           | 1           | -                     | -                     | -                     | -          | -          | -          | -                              | -                              | -                              | -                              | -                   | -                   | -                   | -                   | -        | -        | -        | 12    | 2     | 1     |
| 2017-2018             | KVC Westerlo           | Division 1B           | 16          | 4           | 6           | 2                     | 1                     | 0                     | -          | -          | -          | -                              | -                              | -                              | -                              | PO3                 | 5                   | 1                   | 1                   | -        | -        | -        | 23    | 6     | 7     |
| Sous-total            | Sous-total             | Sous-total            | 51          | 11          | 13          | 4                     | 1                     | 0                     | -          | -          | -          | -                              | -                              | -                              | -                              | -                   | 5                   | 1                   | 1                   | -        | -        | -        | 60    | 13    | 14    |
| 2018-2019             | Eendracht Termien (nl) | Division 3 Amateur    | 6           | 1           | -           | 1                     | 4                     | -                     | -          | -          | -          | -                              | -                              | -                              | -                              | -                   | -                   | -                   | -                   | -        | -        | -        | 7     | 5     | 0     |
| Total sur la carrière | Total sur la carrière  | Total sur la carrière | 379         | 70          | 58          | 27                    | 11                    | 6                     | 2          | 0          | 1          | -                              | 17                             | 4                              | 3                              | -                   | 50                  | 10                  | 6                   | 0        | 0        | 0        | 475   | 95    | 74    |

### En sélections nationales
| Saison                | Sélection             | Campagne              | Phases finales | Phases finales | Phases finales | Éliminatoires | Éliminatoires | Éliminatoires | Matchs amicaux | Matchs amicaux | Matchs amicaux | Total | Total | Total |
| Saison                | Sélection             | Campagne              | Sél.           | Cap.           | Buts           | Sél.          | Cap.          | Buts          | Sél.           | Cap.           | Buts           | Sél.  | Cap.  | Buts  |
| --------------------- | --------------------- | --------------------- | -------------- | -------------- | -------------- | ------------- | ------------- | ------------- | -------------- | -------------- | -------------- | ----- | ----- | ----- |
| 2002-2003             | Belgique -20 ans      | -                     | -              | -              | -              | -             | -             | -             | 2              | 2              | 1              | 2     | 2     | 1     |
| 2003-2004             | Belgique -20 ans      | -                     | -              | -              | -              | -             | -             | -             | 1              | 1              | 0              | 1     | 1     | 0     |
| Sous-total            | Sous-total            | Sous-total            | -              | -              | -              | -             | -             | -             | 3              | 3              | 1              | 3     | 3     | 1     |
| 2003-2004             | Belgique espoirs      | Euro espoirs 2004     | -              | -              | -              | -             | -             | -             | 4              | 4              | 0              | 4     | 4     | 0     |
| 2004-2005             | Belgique espoirs      | Euro espoirs 2006     | -              | -              | -              | 6             | 6             | 4             | 1              | 1              | 1              | 7     | 7     | 5     |
| 2005-2006             | Belgique espoirs      | Euro espoirs 2006     | -              | -              | -              | 5             | 5             | 1             | 1              | 1              | 0              | 6     | 6     | 1     |
| Sous-total            | Sous-total            | Sous-total            | -              | -              | -              | 11            | 11            | 5             | 6              | 6              | 1              | 17    | 17    | 6     |
| 2011-2012             | Belgique              | Euro 2012             | -              | -              | -              | -             | -             | -             | 3              | 0              | 0              | 3     | 0     | 0     |
| 2012-2013             | Belgique              | Coupe du monde 2014   | -              | -              | -              | -             | -             | -             | 1              | 0              | 0              | 1     | 0     | 0     |
| Sous-total            | Sous-total            | Sous-total            | -              | -              | -              | -             | -             | -             | 4              | 0              | 0              | 4     | 0     | 0     |
| Total sur la carrière | Total sur la carrière | Total sur la carrière | -              | -              | -              | 11            | 11            | 5             | 13             | 9              | 2              | 24    | 20    | 7     |

### Matchs internationaux
| Matchs internationaux de Benjamin De Ceulaer | Matchs internationaux de Benjamin De Ceulaer | Matchs internationaux de Benjamin De Ceulaer | Matchs internationaux de Benjamin De Ceulaer | Matchs internationaux de Benjamin De Ceulaer | Matchs internationaux de Benjamin De Ceulaer | Matchs internationaux de Benjamin De Ceulaer | Matchs internationaux de Benjamin De Ceulaer |
| #                                            | Date                                         | Lieu                                         | Adversaire                                   | Résultat                                     | Compétition                                  | Club                                         | Notes                                        |
| -------------------------------------------- | -------------------------------------------- | -------------------------------------------- | -------------------------------------------- | -------------------------------------------- | -------------------------------------------- | -------------------------------------------- | -------------------------------------------- |
| -                                            | 29 février 2012                              | Stade Pankritio, Héraklion, Grèce            | Grèce                                        | N 1 - 1                                      | Match amical                                 | KSC Lokeren                                  | Remplaçant.                                  |
| -                                            | 25 mai 2012                                  | Stade Roi Baudouin, Bruxelles, Belgique      | Monténégro                                   | N 2 - 2                                      | Match amical                                 | KSC Lokeren                                  | Remplaçant.                                  |
| -                                            | 2 juin 2012                                  | Stade de Wembley, Londres, Angleterre        | Angleterre                                   | D 0 - 1                                      | Match amical                                 | KSC Lokeren                                  | Remplaçant.                                  |
| -                                            | 15 août 2012                                 | Stade Roi Baudouin, Bruxelles, Belgique      | Pays-Bas                                     | V 4 - 2                                      | Match amical                                 | KSC Lokeren                                  | Remplaçant.                                  |

## Palmarès

### En club
|  |  | KSC Lokeren - Coupe de Belgique (1) : - Vainqueur : 2012 - Supercoupe de Belgique : - Finaliste : 2012 |  |  | KRC Genk - Coupe de Belgique (1) : - Vainqueur : 2013 - Supercoupe de Belgique : - Finaliste : 2013 |